# (72618) 2001 FC23
2001 FC23 (asteroide n.º 72618) es un asteroide del cinturón principal, a 2,4588984 UA. Posee una excentricidad de 0,1085725 y un período orbital de 1673,29 días (4,58 años).
2001 FC23 tiene una velocidad orbital media de 17,93351736 km/s y una inclinación de 9,44561º.
Este asteroide fue descubierto en 21 de marzo de 2001 por LONEOS.